# Världscupen i nordisk kombination 1998/1999
Världscupen i nordisk kombination 1998/1999 hölls 21 november 1998-21 mars 1999 och vanns av Bjarte Engen Vik, Norge före Hannu Manninen, Finland och Ladislav Rygl, Tjeckien.

## Tävlingskalender
| 1.  | 21 november 1998               | Rovaniemi         | Gundersen          | Hannu Manninen     | Bjarte Engen Vik   | Todd Lodwick       |                    |                    |
| 2.  | 24 november 1998               | Rovaniemi         | Sprint             | Hannu Manninen     | Samppa Lajunen     | Bjarte Engen Vik   |                    |                    |
| 3.  | 27 november 1998               | Lillehammer       | Gundersen          | Bjarte Engen Vik   | Ladislav Rygl      | Hannu Manninen     |                    |                    |
| 4.  | 29 november 1998               | Lillehammer       | Sprint             | Hannu Manninen     | Felix Gottwald     | Bjarte Engen Vik   |                    |                    |
| 5.  | 10 december 1998               | Steamboat Springs | Sprint             | Hannu Manninen     | Bjarte Engen Vik   | Felix Gottwald     |                    |                    |
| 6.  | 12 december 1998               | Steamboat Springs | Gundersen          | Bjarte Engen Vik   | Hannu Manninen     | Felix Gottwald     |                    |                    |
| 7.  | 29 december 1998               | Oberwiesenthal    | Sprint             | Hannu Manninen     | Kenneth Braaten    | Samppa Lajunen     |                    |                    |
| 8.  | 3 januari 1999                 | Schonach          | Gundersen          | Bjarte Engen Vik   | Jaakko Tallus      | Samppa Lajunen     |                    |                    |
| 9.  | 9 januari 1999                 | Štrbské Pleso     | Gundersen          | Bjarte Engen Vik   | Kenneth Braaten    | Felix Gottwald     |                    |                    |
| 10. | 16 januari 1999                | Liberec           | Gundersen          | Bjarte Engen Vik   | Hannu Manninen     | Felix Gottwald     |                    |                    |
| 11. | 24 januari 1999                | Sankt Moritz      | Sprint             | Bjarte Engen Vik   | Hannu Manninen     | Kenneth Braaten    |                    |                    |
| 12. | 26 januari 1999                | Val di Fiemme     | Gundersen          | Bjarte Engen Vik   | Samppa Lajunen     | Knut Tore Apeland  |                    |                    |
| 13. | 30 januari 1999                | Chaux-Neuve       | Gundersen          | Samppa Lajunen     | Todd Lodwick       | Ladislav Rygl      |                    |                    |
| VM  | 19 februari – 28 februari 1999 | Ramsau            | Världsmästerskapen | Världsmästerskapen | Världsmästerskapen | Världsmästerskapen | Världsmästerskapen | Världsmästerskapen |
| 14. | 6 mars 1999                    | Lahtis            | Gundersen          | Samppa Lajunen     | Bjarte Engen Vik   | Sebastian Haseney  |                    |                    |
| 15. | 11 mars 1999                   | Falun             | Sprint             | Ladislav Rygl      | Kenji Ogiwara      | Hannu Manninen     |                    |                    |
| 16. | 12 mars 1999                   | Oslo              | Gundersen          | Bjarte Engen Vik   | Hannu Manninen     | Kenji Ogiwara      |                    |                    |
| 17. | 21 mars 1999                   | Zakopane          | Gundersen          | Bjarte Engen Vik   | Satoshi Mori       | Ladislav Rygl      |                    |                    |

## Slutställning
| Placering | Tävlande            | Poäng |
| 1.        | Bjarte Engen Vik    | 2035  |
| 2.        | Hannu Manninen      | 1667  |
| 3.        | Ladislav Rygl       | 1140  |
| 4.        | Felix Gottwald      | 1080  |
| 5.        | Samppa Lajunen      | 986   |
| 6.        | Kenneth Braaten     | 979   |
| 7.        | Kenji Ogiwara       | 977   |
| 8.        | Todd Lodwick        | 898   |
| 9.        | Fred Borre Lundberg | 887   |
| 10.       | Dimitrij Sinicyn    | 881   |
| . . .     |                     |       |
| 75.       | Kazimierz Bafia     | 3     |

| Placering | Tävlande  | Poäng |
| 1.        | Norge     | 5139  |
| 2.        | Finland   | 4051  |
| 3.        | Japan     | 2551  |
| 4.        | Österrike | 2447  |
| 5.        | Ryssland  | 2048  |
| 6.        | Tyskland  | 1780  |
| 7.        | Tjeckien  | 1768  |
| 8.        | Schweiz   | 1464  |
| 9.        | Frankrike | 1403  |
| 10.       | USA       | 1017  |
| . . .     |           |       |
| 14.       | Polen     | 3     |